# 高笋塘街道
高笋塘街道，是中华人民共和国重庆市万州区下辖的一个乡镇级行政单位。

## 行政区划
高笋塘街道下辖以下地区：
东方广场社区、乌龙池社区、王家坡社区、太白路社区、甘家院社区、苗圃社区、望江路社区、高笋塘社区、电报路社区和西山路社区。